# 于琨奇
于琨奇（1950年8月—），男，汉族，江苏泰州人，1998年4月加入中国民主同盟，中华人民共和国学者、政治人物。

## 生平
1978年2月至1980年在扬州师范学院（现扬州大学）中文专科师资班学习。1982年考取安徽师范大学历史系攻读先秦史专业方向硕士学位。1985年硕士毕业后考取北京师范大学历史系攻读中国古代经济史专业方向博士学位。1988年博士毕业后进入南京师范大学工作，历任南京师范大学历史系副教授、教授、历史系副主任、历史系主任、社会发展学院院长。2002年调至民盟江苏省委工作，任民盟江苏省委专职副主委兼秘书长，后兼任江苏省政协副秘书长。是民盟中央委员，江苏省政协常委。

## 学术贡献
在高校工作期间，长期从事中国古代史与中国古代经济史的教学与研究工作，发表学术论文二十余篇。1994年获江苏省教委社会科学优秀科研成果二等奖，1995年获南京师范大学优秀中青年骨干教师称号。著有《秦汉小农与小农经济》、《秦始皇评传》等著作多部。